# Vilarinho de Cotas
Vilarinho de Cotas is een plaats (freguesia) in de Portugese gemeente Alijó en telt 166 inwoners (2001).
De wijnboerderij Quinta do Noval is hier gevestigd.